# صفة حرف

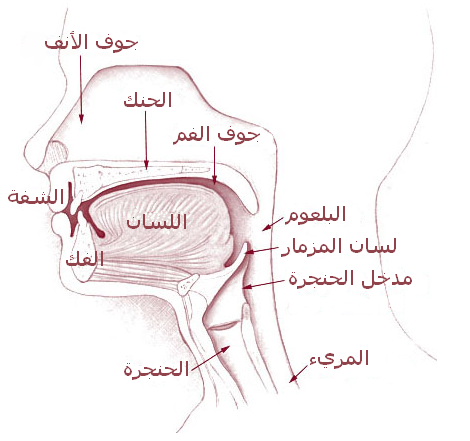

صفة الحرف ما يميز كل حرف في اللغة عن باقي الحروف، صفات ذاتية ملازمة لكل حرف، يوصف بها وفقا لطريقة النطق به.